# Рон Вайден
Рональд Лі «Рон» Вайден (англ. Ronald Lee «Ron» Wyden; нар. 3 травня 1949, Канзас) — американський політик, сенатор США від штату Орегон, член Демократичної партії.

## Біографія
Закінчив Стенфордський університет (1971) і юридичний факультет Університету Орегону (1974).
У 1981–1996 рр. — член Палати представників США. У січні 1996 року, після відставки сенатора Боба Паквуда, він балотувався на місце сенатора і переміг.
У січні 2022 проголосував проти проєкту санкцій для газогону «Північний потік-2» як засобу запобігання російському вторгненню в Україну.